# Josa nigrifrons
Josa nigrifrons là một loài nhện trong họ Anyphaenidae.
Loài này thuộc chi Josa. Josa nigrifrons được Eugène Simon miêu tả năm 1897.